# Fresagem química

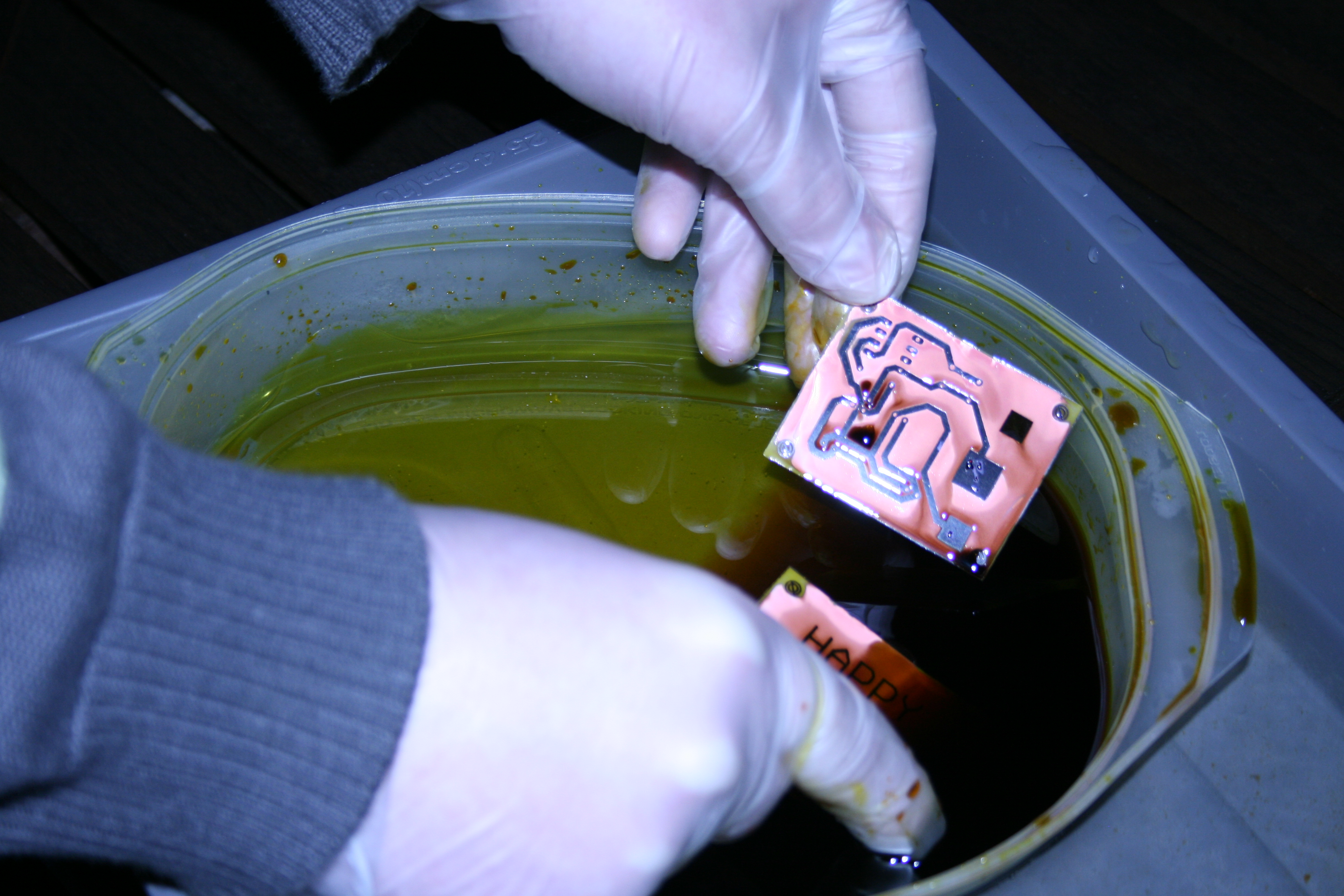
Procedimento da fresagem

Na indústria, fresagem química, também tratada como gravura química, é o processo de usar ácidos, bases ou outras substâncias químicas para dissolver materiais indesejáveis, tais como metais e suas ligas, materiais semicondutores ou vidro, com o objetivo direto de se rebaixar sua superfície. Este processo tem sido usado em uma ampla variedade de metais, com profundidades de remoção de metal tão grande quanto 12mm (0,5 pol.). O ataque seletivo pelo reagente químico em diferentes áreas da superfície da peça é controlado por camadas removíveis de material chamado de "máscara" ou por imersão parcial no reagente. Tem aplicações nas indústrias de fabricação de circuitos impressos e semicondutores. É também usado na indústria aeroespacial para remover as camadas superficiais de material de componentes para aviões de grande porte, painéis externs de mísseis, e peãs extrudadas para fuselagens.
No caso do titânio, trata-se de submergir a peça em uma mistura de ácido nítrico-fluorídrico (variando de proporções de HNO3 de 7% a 30%, e HF de 1,5 a 50%, dependendo da liga de titânio, em água) na presença de um tensoativo a uns 40 °C de temperatura. A peça perderá massa a uns 0,02 mm/minuto. As partes que não se deseja atacar podem ser recobertas com neopreno ou copolímero de isobutileno-isopropileno. Usa-se também o ácido hidrofluosilícico. Em determinados casos, para determinadas ligas, é acrescida a mistura corrosiva de ácido clorídrico. São usadas também misturas de ácido nítrico, fonte de íons nitrato e bifluoreto de amônio.